# Gabriel Wallmark
Gabriel Wallmark (* 21. Januar 2002) ist ein schwedischer Leichtathlet, der sich  auf den Dreisprung spezialisiert hat.

## Sportliche Laufbahn
Erste Erfahrungen bei internationalen Meisterschaften sammelte Gabriel Wallmark im Jahr 2021, als er bei den U20-Europameisterschaften in Tallinn mit einer weite von 16,39 m die Goldmedaille gewann. Anschließend gewann er bei den U20-Weltmeisterschaften in Nairobi mit neuem U20-Landesrekord von 16,43 m ebenfalls Gold. 2023 wurde er bei der 1. Liga der Team-Europameisterschaft im Zuge der Europaspiele in Chorzów mit 15,57 m Zehnter und anschließend gewann er bei den U23-Europameisterschaften in Espoo mit 16,24 m die Silbermedaille hinter dem Franzosen Simon Gore. Im Jahr darauf verpasste er bei den Europameisterschaften in Rom mit 16,14 m den Finaleinzug, ebenso bei den Halleneuropameisterschaften 2025 in Apeldoorn mit 15,80 m.
In den Jahren 2021 und 2023 wurde Wallmark schwedischer Meister im Dreisprung im Freien sowie 2022 und 2025 in der Halle.